# Doppel Munich
Doppel Munich est une bière brune,   panafricaine, brassée et commercialisée dans plusieurs pays d'Afrique. Cette bière se distingue par son goût puissant, ses arômes prononcés et un taux d’alcool de 6,5 %. 

## Historique
Au Burkina Faso, la Doppel Munich est lancée officiellement en janvier 2020, à l'occasion du Salon international de l’artisanat de Ouagadougou (SIAO), par la société Brakina .  Ce lancement a rassemblé distributeurs, gérants de points de vente et consommateurs, marquant l’entrée de Brakina sur le segment des bières brunes premium au Burkina Faso. Le lancement s’inscrit dans la stratégie du groupe Castel visant à renforcer sa position dominante sur le marché brassicole burkinabè face à une concurrence grandissante.

## Description
Doppel Munich est une bière brune au goût puissant, caractérisée par une robe sombre et des arômes intenses. Elle titre à 6,5 % d’alcool et est conditionnée en bouteille en verre consignée de 50 centilitres. 
Les ingrédients principaux sont l’eau, le malt, le maïs et le houblon, combinés pour offrir une bière de caractère adaptée aux amateurs de bières fortes et aromatiques.
La marque Doppel Munich met en avant la puissance et la virilité, avec un positionnement marketing axé sur la force intérieure et la convivialité. Le logo et le packaging utilisent des couleurs fortes (rouge et noir) et le symbole du buffle d’Afrique, symbole de robustesse et d’identité africaine.

## Commercialisation
Cette bière est distribuée à travers le réseau de Brakina au Burkina Faso, Sobraga au Gabon, la Solibra en Côte d’Ivoire notamment dans les points de vente traditionnels et modernes. Doppel Munich cible principalement les consommateurs recherchant une bière plus corsée et raffinée, ce qui complète la gamme de bières proposées par Brakina, qui inclut également des bières blondes comme la Brakina et la Sobbra. 